# Jan Ingenhousz
Jan Ingenhousz (ou Jan Ingen-Housz) est un médecin et un botaniste britannique d'origine néerlandaise, né le 8 décembre 1730 et mort le 7 septembre 1799.

## Biographie
Jan Ingenhousz est fils de marchand. Le médecin Sir John Pringle (1707–1782) l'encourage à entreprendre des études de médecine. À la mort de son père, il s'installe à Londres à l'invitation de Pringle, alors président de la Royal Society et médecin du roi. Ingenhousz fréquente de grands scientifiques comme Joseph Priestley (1733–1804) et Benjamin Franklin (1706–1790).
À Londres, Ingenhousz devient un des premiers défenseurs de la variolisation (vaccination contre la variole). En 1768, il se rend à Vienne pour vacciner la famille de l'impératrice Marie-Thérèse d’Autriche (1717–1780) ; il y demeurera plus de dix ans.
En 1779, après que Priestley a découvert l'oxygène, Ingenhousz s'intéresse aux végétaux et découvre le rôle de la lumière dans la photosynthèse. Il publie en 1780 ses Expériences sur les Végétaux. Ces travaux sont utilisés par le botaniste portugais Felix de Avellar Brotero (1744–1828) dans son ouvrage Compêndio de Botânica, et plus précisément dans sa partie intitulée « Description historique de l'arbre à thé », où il évoque un gaz nocif qui se dégagerait des feuilles du thé et qui serait à l'origine de migraines. 
En 1778, le 9 juillet, il lit devant l'Assemblée de la Société Royale de Londres, sa nouvelle méthode de se procurer de la lumière sur le champ par le moyen d'une très petite bouteille chargée d'électricité, description qui correspond à la future ampoule électrique.
En 1783, il expose la théorie des phénomènes de l'électrophore accommodée aux principes du Système Franklinien (du nom de Benjamin Franklin).
En 1785 et 1788 Jan Ingenhousz prend part au débat sur l'électroculture. Il conteste les conclusions tirées par Bertholon des observations rapportées par Quirini et rend compte des résultats négatifs des expériences qu'il a lui-même menées suivant le dispositif de Gardini. Venant d'un savant-philosophe de la qualité d'Ingenhousz, ces conclusions mettent un moment un terme au débat.
Il est aussi l'auteur d'une expérience célèbre sur la conductivité thermique des métaux (1789). C'est à lui que l'on doit l'emploi des plateaux de verre dans les machines électrostatiques (comme la machine de Ramsden).